# Nombre 145
El nombre 145 (CXLV) és el nombre natural que segueix el nombre 144 i precedeix el nombre 146.
La seva representació binària és 10010001, la representació octal 221 i l'hexadecimal 91.
La seva factorització en nombres primers és 5×29; altres factoritzacions són 1×145 = 5×29; és un nombre 2-gairebé primer: 5 × 29 = 145.